# Iota Virginis
Iota Virginis (Syrma, 99 Virginis) é uma estrela na direção da constelação de Virgo. Possui uma ascensão reta de 14h 16m 00.88s e uma declinação de −05° 59′ 58.3″. Sua magnitude aparente é igual a 4.07. Considerando sua distância de 70 anos-luz em relação à Terra, sua magnitude absoluta é igual a 2.42. Pertence à classe espectral F7V.